# SMS Kaiser Franz Joseph I

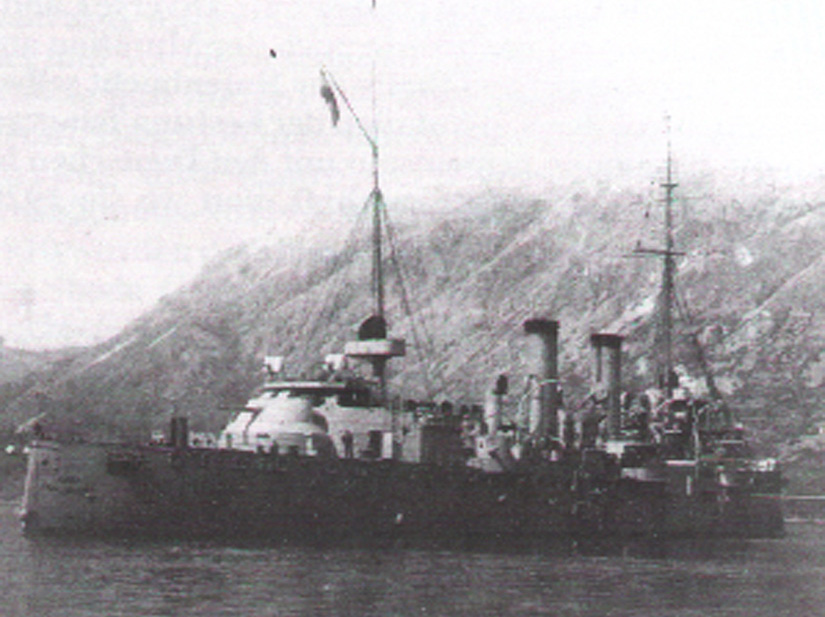
A cirkáló a Zanjicai-öbölben

A parancsnoki híd

Az SMS Ferenc József az Osztrák–Magyar Monarchia haditengerészetének védett cirkálója, I. Ferenc József-osztály névadó hajója, melyet Ferenc József osztrák császárról és magyar királyról neveztek el. Testvérhajója a Kaiserin Elisabeth.

## Utóélete
Jelenleg a hajó roncsai Horvátország és Montenegró határvonalán fekszenek, 45 méter mélyen.

## A katasztrófa okai
Magyar búvárok 2009. év májusában kegyeleti merülést végeztek a Ferenc József cirkáló roncsánál. Merülési engedélyt csak két napra kaptak, ezalatt 82 percet tartózkodtak a víz alatt. A videóanyag, a fotók, a megrajzolt vázlatok és leírások alapján Balogh Tamás elkészítette a hajó állapotrajzát. A látottak alapján azt valószínűsítik, hogy a hanyag, egyoldalú horgonyzás és a nyitva hagyott fedélzeti nyílásokon beömlő víz miatt süllyedt el a Monarchia büszkesége a tengeri viharban.

## A hajón szolgáltak
- Kankovszky Ede - korvettkapitány -hajóparancsnok ( Pozsony, 1884. január 17. - Budapest, 1922. augusztus 2.)
- Biró Albert - altiszt (Gyoma, 1883. október 1. - Isztambul, 1914)
- Riedl Károly - tizedes (Budapest, 1882 - Budapest 1971) -1904-1905 egyéves önkéntes
- Gál Ferenc - tizedes (v. matróz?) (Kolozsvár, 1889. július 19. - Budapest, 1964. február 10.)
- Fajcsik Sándor TORPEDISTA (kép, 1912-ből, kézzel írott hátlappal)
- (A legénység 1912-ben leszerelő egy csoportjáról kiváló minőségű fényképem van. Ha e lap szerkesztői megengedik, vagy kívánják, feltöltöm, csak segítséget kérek, hogyan lehet. gal.miklos1@upcmail.hu)

## Külső hivatkozások
- https://web.archive.org/web/20080413115714/http://www.buvarinfo.hu/zartterimerulesek/2008/20080409_ferenc_cirkalo.htm
- http://www.mtv.hu/magazin/cikk.php?id=281300
- https://web.archive.org/web/20081009150126/http://www.buvarinfo.hu/buvarinfo_sites/buvarismeretek/200708ahadizsakmany.htm
- http://www.szon.hu/hirek/magyarorszag/cikk/visszakapta-lobogojat-a-szellemhajo/cn/news-20080511-10180751%5B%5D